# Верне, Каарен
Каа́рен Верне́ (нем. Kaaren Verne), настоящее имя — Ингебо́рг Гре́та Катери́на Мари́-Розе́ Клинкерфу́сс (нем. Ingeborg Greta Katerina Marie-Rose Klinckerfuss; 6 апреля 1918, Берлин, Германская империя — 23 декабря 1967, Голливуд, Калифорния, США) — немецко-американская актриса и певица.

## Биография
Родилась 6 апреля 1918 года в Берлине в Германской Империи. Со стороны матери имела родственную связь с известной семьёй Бехштейн.

## Карьера
В 1940—1966 года Каарен сыграла в 27-ми фильмах и телесериалах. В родной Германии Верне, преимущественно, играла в театрах, а расцвет кинематографической карьеры пришёлся на времена в США.
Также Каарен была певицей.

## Личная жизнь
Первый раз вышла замуж ещё в 17 лет за англичанина.
В 1936—1945 года Каарен была замужем за музыкантом Артуром Янгом. В этом браке Верне родила своего первенца — сына Аластера Янга (род.8 апреля 1937 года).
В 1945—1952 года Каарен была замужем за актёром Петером Лорре (1904—1964).
На момент своей смерти Каарен была замужем в третий раз за историком и кинокритиком Джеймсом Пауэрсом. В 1964 году, после того как умер второй бывший муж Верне — Петер Лорре, она и Пауэрс удочерили его дочь — Катарину Лорре (1953—1985, умерла от осложнений диабета).

## Смерть
49-летняя Каарен умерла 23 декабря 1967 года при невыясненных обстоятельствах в своём голливудском доме (штат Калифорния, США). Некоторые источники утверждают, что Верне покончила жизнь самоубийством, а другие, что в последнее время она сильно болела, включая проблемы с сердцем, и выглядела на много старших своих лет. Она была похоронена на «Calvary Cemetery», что в Миннесоте.

## Избранная фильмография
| Год  |   | Русское название                | Оригинальное название                 | Роль               |
| ---- | - | ------------------------------- | ------------------------------------- | ------------------ |
| 1941 | ф | На протяжении всей ночи         | All Through the Night                 | Леда Хамильтон     |
| 1942 | ф | Шерлок Холмс и секретное оружие | Sherlock Holmes and the Secret Weapon | Шарлотта Эберли    |
| 1952 | ф | Злые и красивые                 | The Bad and the Beautiful             | Роза               |
| 1957 | ф | Шёлковые чулки                  | Silk Stockings                        | почтальонша        |
| 1961 | с | Сумеречная зона                 | The Twilight Zone                     | владельца гостиной |
| 1965 | ф | Корабль дураков                 | Ship of Fools                         | фрау Лутц          |